# Stenus arculus
Stenus arculus är en skalbaggsart som beskrevs av Wilhelm Ferdinand Erichson. Stenus arculus ingår i släktet Stenus och familjen kortvingar. Inga underarter finns listade i Catalogue of Life.